# Lilium michiganense

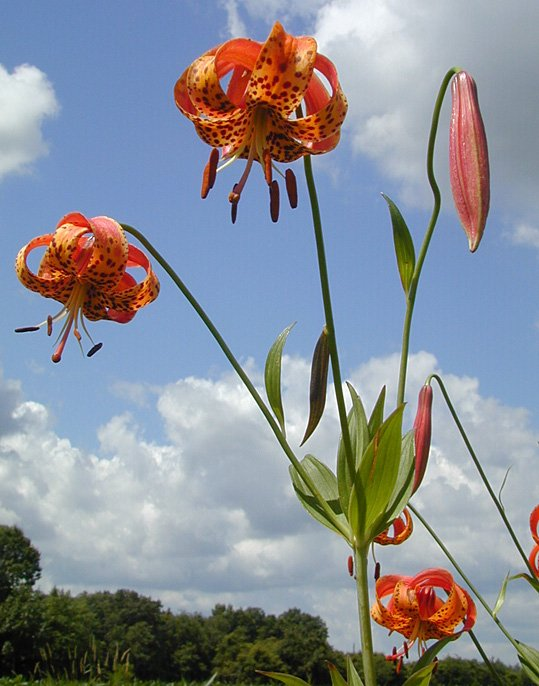
Lilium michiganense.

Lilium michiganense é uma espécie de planta com flor, pertencente à família Liliaceae. É nativa da América do Norte.